# تستانوویچه
تستانوویچه (به صربی: Cetanoviće) یک روستا در صربستان است که در سینیتسا واقع شده‌است. تستانوویچه ۳۸۶ نفر جمعیت دارد.